# Ojós
Ojós (antigament coneguda com a Oxox i Oxós) és una vila de la Vall de Ricote, a la Regió de Múrcia, amb un terme municipal de 45 km² i 621 habitants, cosa que el converteix en el municipi menys poblat de la comunitat murciana.
Limitrof amb els termes municipals de Blanca, Ricote, Ulea, Villanueva del Río Segura i Campos del Río.
El seu nom procedeix del vocable àrab "Oxoxe", que significa "ambrossia d'horts". També té una veu catalana del terme, Oxós.

## Demografia
| 1900  | 1910  | 1920  | 1930  | 1940  | 1950  | 1960  | 1970 | 1981 | 1991 | 1996 | 2001 | 2004 | 2005 |
| ----- | ----- | ----- | ----- | ----- | ----- | ----- | ---- | ---- | ---- | ---- | ---- | ---- | ---- |
| 1.277 | 1.323 | 1.228 | 1.190 | 1.346 | 1.151 | 1.159 | 894  | 629  | 653  | 608  | 584  | 601  | 571  |

## Administració
| Període      | Nom de l'alcalde/-essa                                  | Partit polític | Data de possessió |
| ------------ | ------------------------------------------------------- | -------------- | ----------------- |
| 1979 - 1983  | Bartolomé Bermejo Araez                                 |                | 19/04/1979        |
| 1983 - 1987  | Bartolomé Bermejo Araez                                 |                | 28/05/1983        |
| 1987 - 1991  | Bartolomé Bermejo Araez                                 | Independent    | 30/06/1987        |
| 1991 - 1995  | Bartolomé Bermejo Araez                                 | Independent    | 15/06/1991        |
| 1995 - 1999  | Bartolomé Bermejo Araez                                 | Independent    | 17/06/1995        |
| 1999 - 2003  | Bartolomé Bermejo Araez                                 | Independent    | 03/07/1999        |
| 2003 - 2007  | Bartolomé Bermejo Araez                                 | Independent    | 14/06/2003        |
| 2007 - 2011  | Bartolomé Bermejo Araez Francisco-Pedro Salinas Palazón | Independent    | 16/06/2007        |
| 2011 - 2015  | n/d                                                     | n/d            | 11/06/2011        |
| 2015 - 2019  | n/d                                                     | n/d            | 13/06/2015        |
| 2019 - 2023  | n/d                                                     | n/d            | 15/06/2019        |
| Des del 2023 | n/d                                                     | n/d            | 17/06/2023        |